# 제1해병포병연대
제1해병포병연대(1er Régiment d'Artillerie de Marine; 1er RAMa)는 프랑스 해병대에서 가장 오래된 부대다.